# Rovterne
Rovternen (Hydroprogne caspia) er verdens største terne. De voksne fugle har sorte ben og et langt rødt-orange næb. Rovternen når en længde på 48-56 cm og vejer 575-775 g. Dens vingefang kan blive op til 1,45 m.
Den yngler i områder med store søer og oceankyster i Nordamerika og lokalt i Europa, Asien, Afrika, Australien og New Zealand.

## Forekomst i Danmark
Rovternen er en sjælden gæst i Danmark, hvor den normalt kun observeres under træk mellem sine yngleområder i østersøområdet og vinterkvarteret i Afrika. Der er imidlertid i sommeren 2008 konstateret ynglende rovterner i det lukkede fuglereservat på Saltholm. Den har siden ynglet årligt på øen. Den er regnet som kritisk truet på den danske rødliste 2019.